# Nkolndzomo
Nkolndzomo est un village de l'arrondissement (commune) de Sa'a, dans le département de la Lékié et la région du Centre au Cameroun.

## Population
En 1961, le village comptait 146 habitants, principalement des Manguissa
Avec Nkol Ebassimbi, c'est l'une des rares localités où on parle encore – au titre de seconde langue – le leti, une langue bantoïde méridionale.